# Ravenel (Carolina do Sul)
Ravenel é uma cidade  localizada no estado norte-americano de Carolina do Sul, no Condado de Charleston.

## Demografia
Segundo o censo norte-americano de 2000, a sua população era de 2214 habitantes.
Em 2006, foi estimada uma população de 2268, um aumento de 54 (2.4%).

## Geografia
De acordo com o United States Census Bureau tem uma área de
31,9 km², dos quais 31,9 km² cobertos por terra e 0,0 km² cobertos por água. Ravenel localiza-se a aproximadamente 3 m acima do nível do mar.

## Localidades na vizinhança
O diagrama seguinte representa as localidades num raio de 24 km ao redor de Ravenel.